# Pandanus sechellarum
Pandanus sechellarum är en enhjärtbladig växtart som beskrevs av Isaac Bayley Balfour. Pandanus sechellarum ingår i släktet Pandanus och familjen Pandanaceae. IUCN kategoriserar arten globalt som nära hotad.
Artens utbredningsområde är Seychellerna. Inga underarter finns listade.